# Лужки (Ростовская область)
Лужки — посёлок в Сальском районе Ростовской области.
Входит в состав Манычского сельского поселения.

## География

### Улицы
- ул. Свободы,
- ул. Совхозная,
- ул. Чкалова.

## История
В 1987 году указом ПВС РСФСР поселку первого производственного отделения овцесовхоза им. Фрунзе присвоено наименование Лужки.

## Население
| 2010 |
| ---- |
| 159  |